# Perche-en-Nocé
Perche en Nocé – gmina we Francji, w regionie Normandia, w departamencie Orne. W 2013 roku liczba ludności wynosiła 2157 mieszkańców.
Gmina została utworzona 1 stycznia 2016 roku z połączenia sześciu ówczesnych gmin: Colonard-Corubert, Dancé, Nocé, Préaux-du-Perche, Saint-Aubin-des-Grois oraz Saint-Jean-de-la-Forêt. Siedzibą gminy została miejscowość Nocé.